# St.-Hedwigs-Kathedrale
Die St.-Hedwigs-Kathedrale (Eigenschreibweise: St. Hedwigs-Kathedrale) ist eine römisch-katholische Kirche am Bebelplatz auf dem Forum Fridericianum in Berlin-Mitte. Der Rokokobau wurde 1747–1773 im Auftrag von Friedrich II. nach Entwurf von Georg Wenzeslaus von Knobelsdorff errichtet. Während des Zweiten Weltkriegs 1944 schwer beschädigt, wurde die St.-Hedwigs-Kathedrale 1952–1963 wiederaufgebaut und 2018–2024 umgestaltet. 
Sie ist die Bischofskirche des Erzbistums Berlin und damit die ranghöchste römisch-katholische Kirche der Stadt. Es handelt sich um einen an der Architektur des Pantheon in Rom orientierten Zentralbau. Seit der Umgestaltung ist der Innenraum charakterisiert durch eine altarzentrierte Anordnung: Im Mittelpunkt des etwa kreisförmigen Kirchenraums steht der runde Altar, um den herum sich die Gemeinde zum Gottesdienst versammelt.   

## Knobelsdorff-Bau

### Vorgeschichte

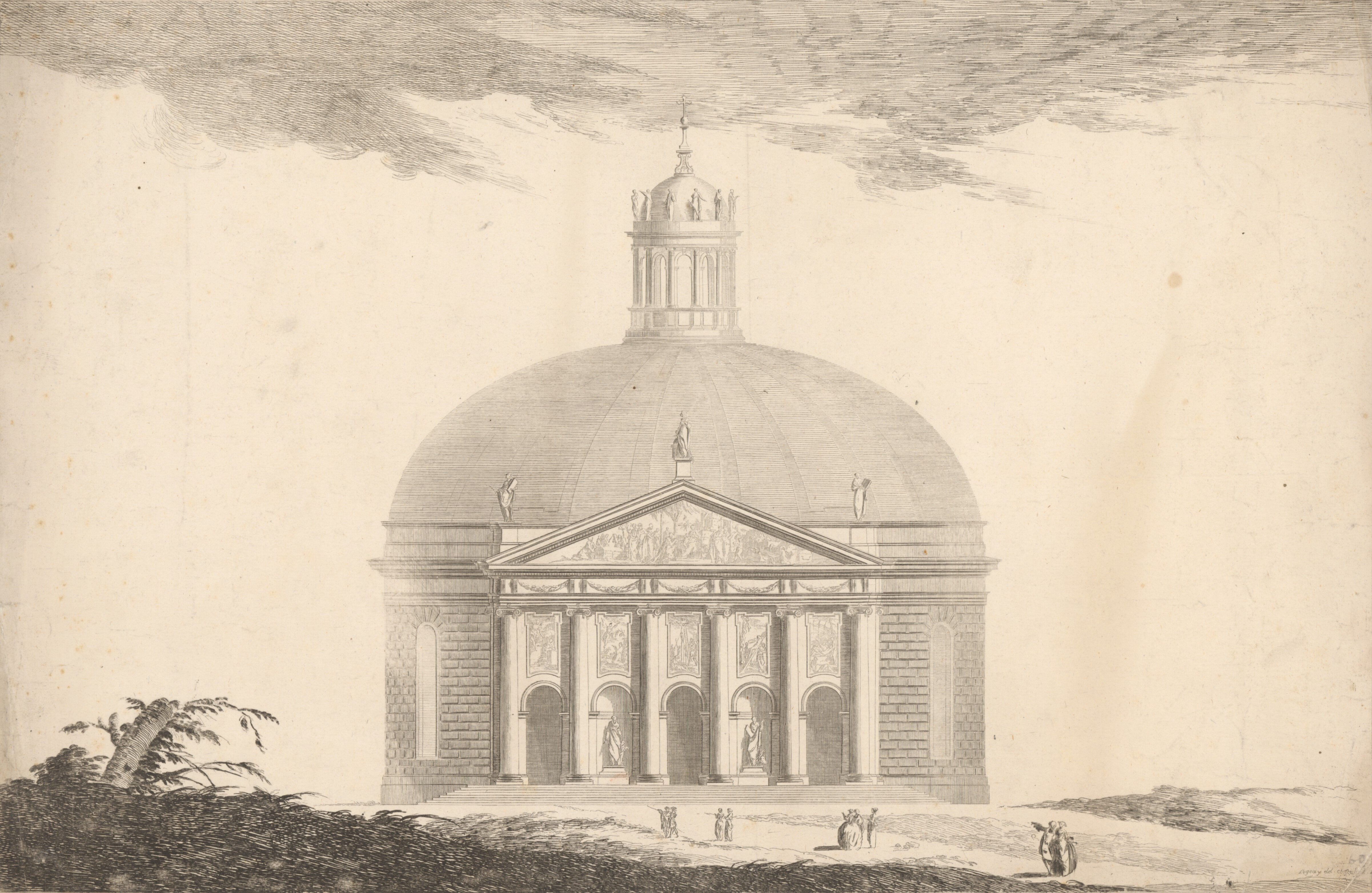
Hedwigskirche, Stich von J. L. Legeay nach einer Zeichnung von G. W. von Knobelsdorff, 1747

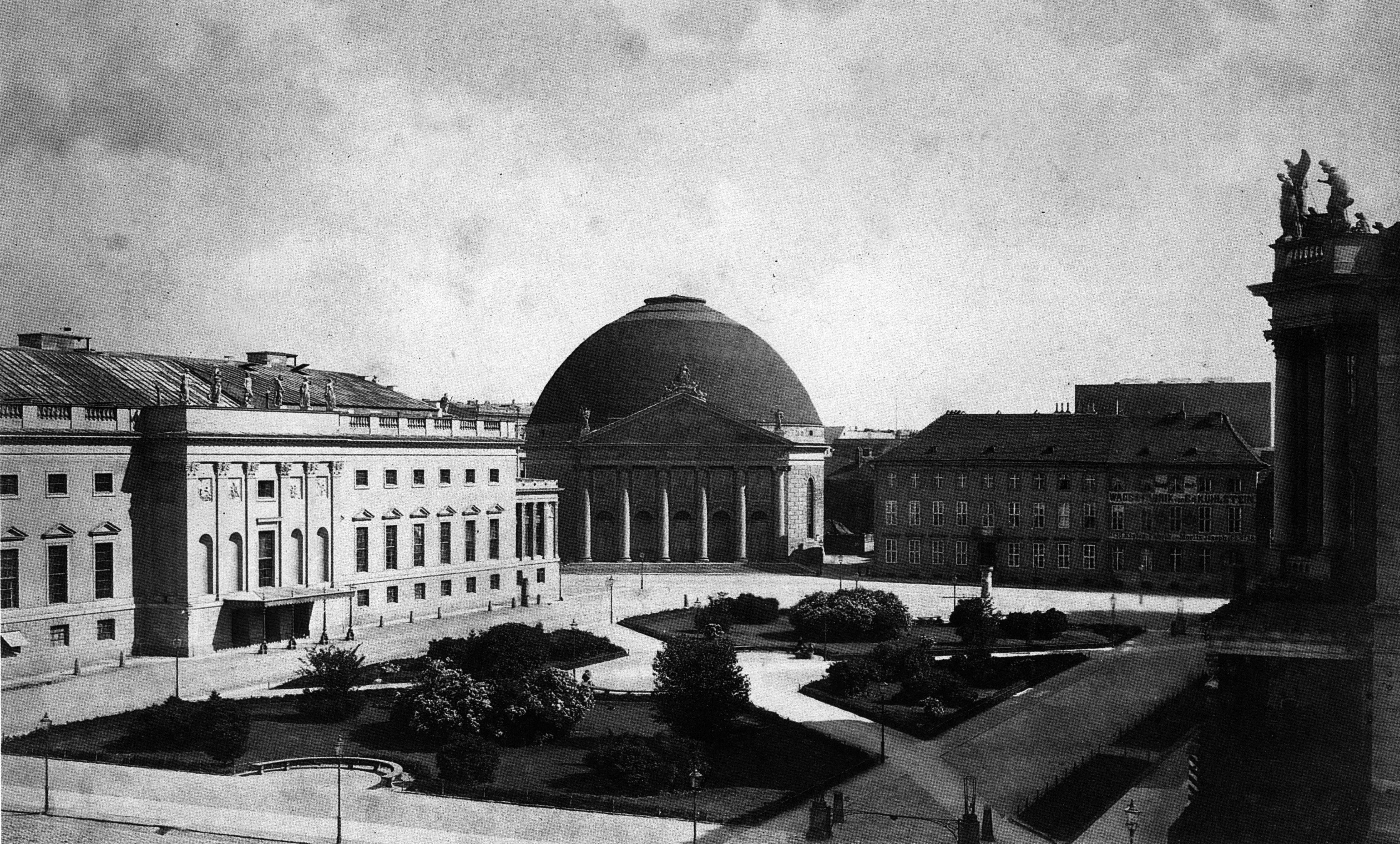
Blick über den Opernplatz zur unvollendeten Kirche, vor 1886

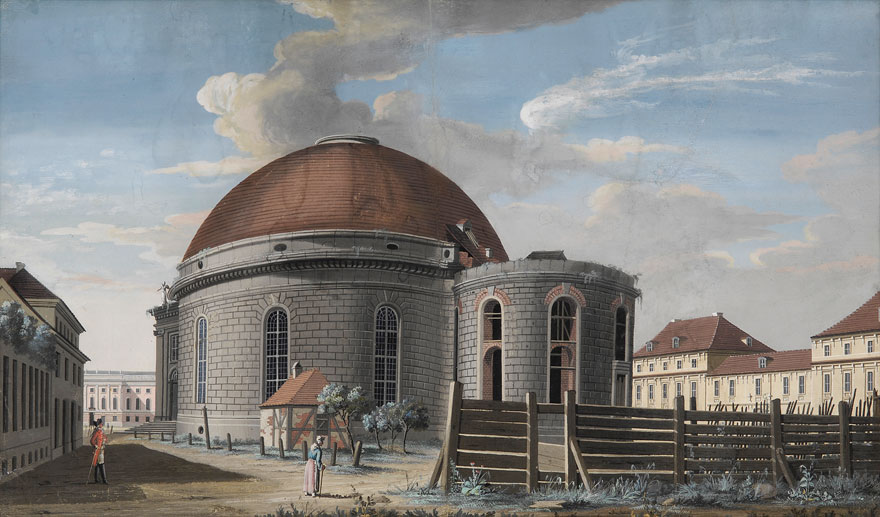
Südseite der Kirche mit Anbau (1786)

Friedrich der Große hatte zunächst die Idee, zur Förderung der Toleranz ein großes Pantheon („allen Göttern geweiht“) nach römischem Vorbild zu bauen. In den Kapellennischen sollten die Religionsgemeinschaften ihre Gottesdienste halten. Sein Berater Charles Étienne Jordan, zugleich Diakon an der Französischen Kirche, brachte ihn schließlich von diesem Gedanken ab. Die Idee des Rundbaus sollte dann jedoch in einem katholischen Kirchenbau verwirklicht werden, dem ersten in Berlin seit dem Ende der Reformation. Er wurde besonders für die neuen römisch-katholischen Einwohner Berlins aus Schlesien errichtet und deshalb dem Patrozinium der als Schutzpatronin Schlesiens verehrten Hedwig von Andechs unterstellt.

### Baubeginn
In der Baugestalt als runder Zentralbau orientierte sich die Kirche am Pantheon in Rom und wurde so repräsentativer Bestandteil des königlichen Forum Fridericianum. Die entscheidenden Pläne lieferte Georg Wenzeslaus von Knobelsdorff, der führende Architekt des Friderizianischen Rokoko.
Die Bauzeit erstreckte sich von 1747 bis 1773. Im Jahr 1753 hatte der König noch eine Lotterie genehmigt, um Gelder für die Fortführung des Baus zu bekommen. Die lateinische Giebelinschrift nennt Kardinal Angelo Maria Quirini († 1755) als Hauptstifter. Aber durch den Beginn des Siebenjährigen Krieges (1756–1763) kamen die Bauarbeiten zum Erliegen. 1765 litt der unvollendete Bau mit teils offener Kuppel immer mehr unter den Unbilden des Wetters. Die Berliner Dominikaner sandten einen Hilferuf an ihren Vorgesetzten, denn es fehlten noch immer 64.000 Taler, um den Bau zu vollenden. Die Berliner Juden boten den Kauf des unfertigen Gebäudes an, um daraus eine Synagoge zu machen. Erst im Frühjahr 1773 konnten die Bauarbeiten, dank finanzieller Hilfe aus Rom und vom König, fortgesetzt werden. Dennoch war Bauleiter Johann Boumann d. Ä. aus Geldmangel gezwungen, die hölzerne Kuppel statt mit der geplanten Blei- nur mit einer Ziegeldeckung zu versehen und auch auf die bekrönende Laterne zu verzichten. Diese und der Giebelfries konnten erst Ende des 19. Jahrhunderts vollendet werden. Der Bühnenmaler Bernardino Galliari, der sich im Jahr 1773 in Berlin aufhielt, malte auf eigene Kosten die Kuppel und das Altarbild der heiligen Hedwig. Der Bildhauer Wilhelm Christian Meyer schuf Figuren für die Kirche.
Direkt an die Rückseite des Kirchenrundbaus anschließend wurde in Form eines zweiten kleineren Rundbaus eine Sakramentskapelle errichtet, die später als Sakristei diente und nach der Neugestaltung 2019–2024 einen „Jetzt-Raum“ aufnimmt, in dem temporär wechselnde „Präsenzimpulse“ die Verbindung von Gottesdienst und alltäglichem Leben bewusst machen sollen. Darüber befindet sich die  Glockenstube. Ignatius Krasicki, Fürstbischof von Ermland und Freund des preußischen Königs, vollzog am 1. November 1773 die Kirchweihe.

### Fertigstellung

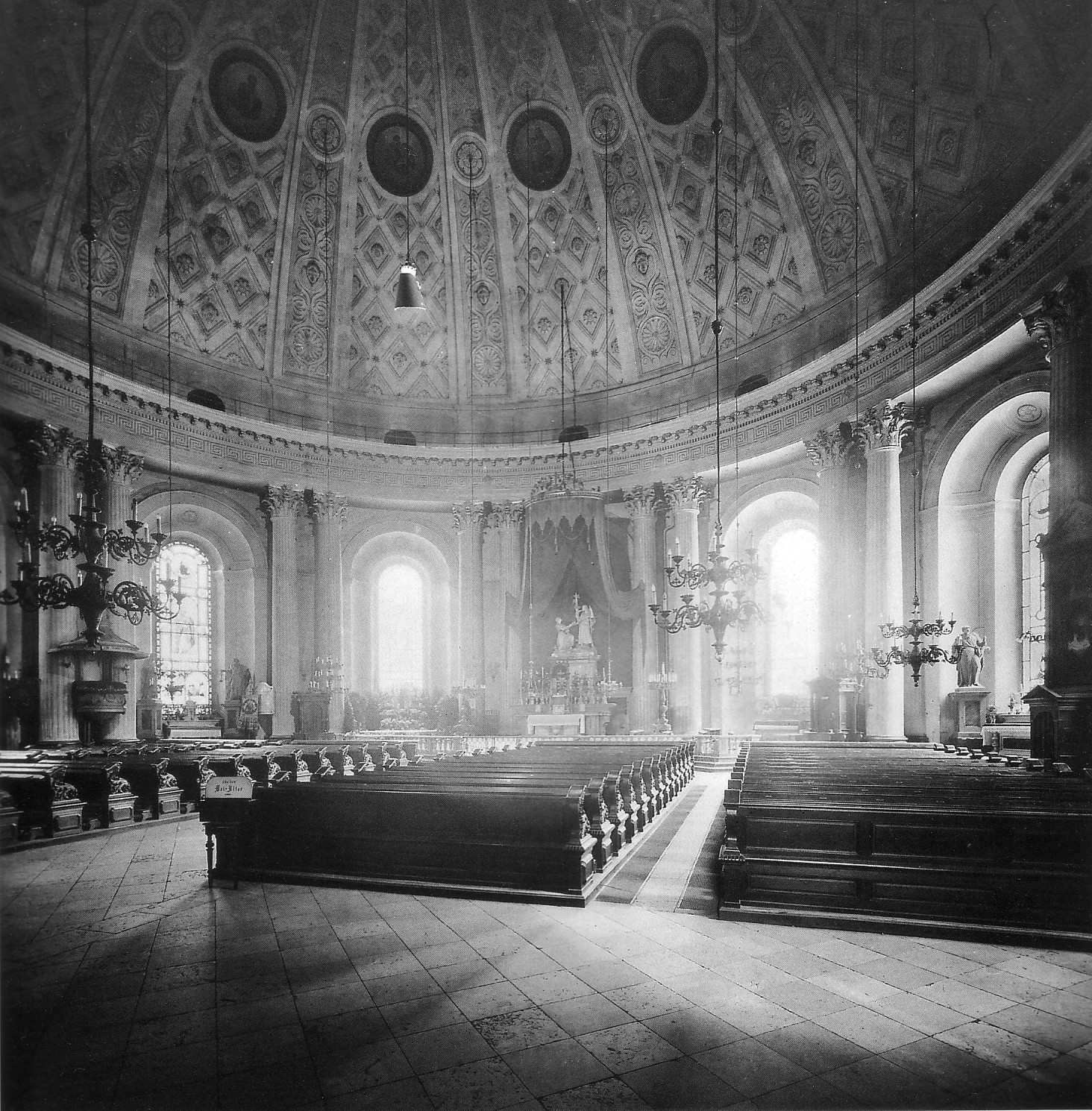
Innenansicht der vollendeten Hedwigskirche, nach 1887

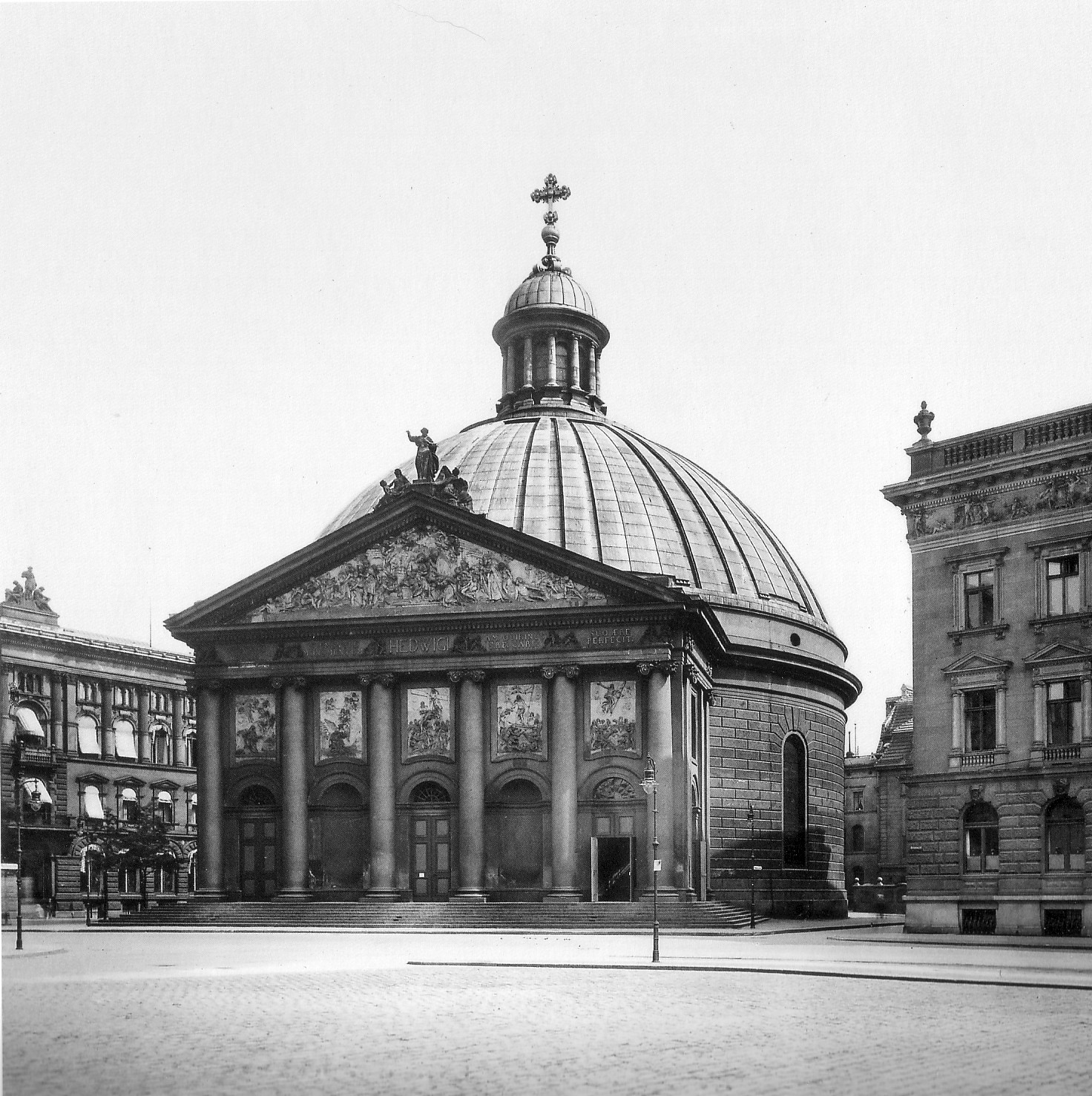
Außenansicht der vollendeten Hedwigskirche, nach 1887

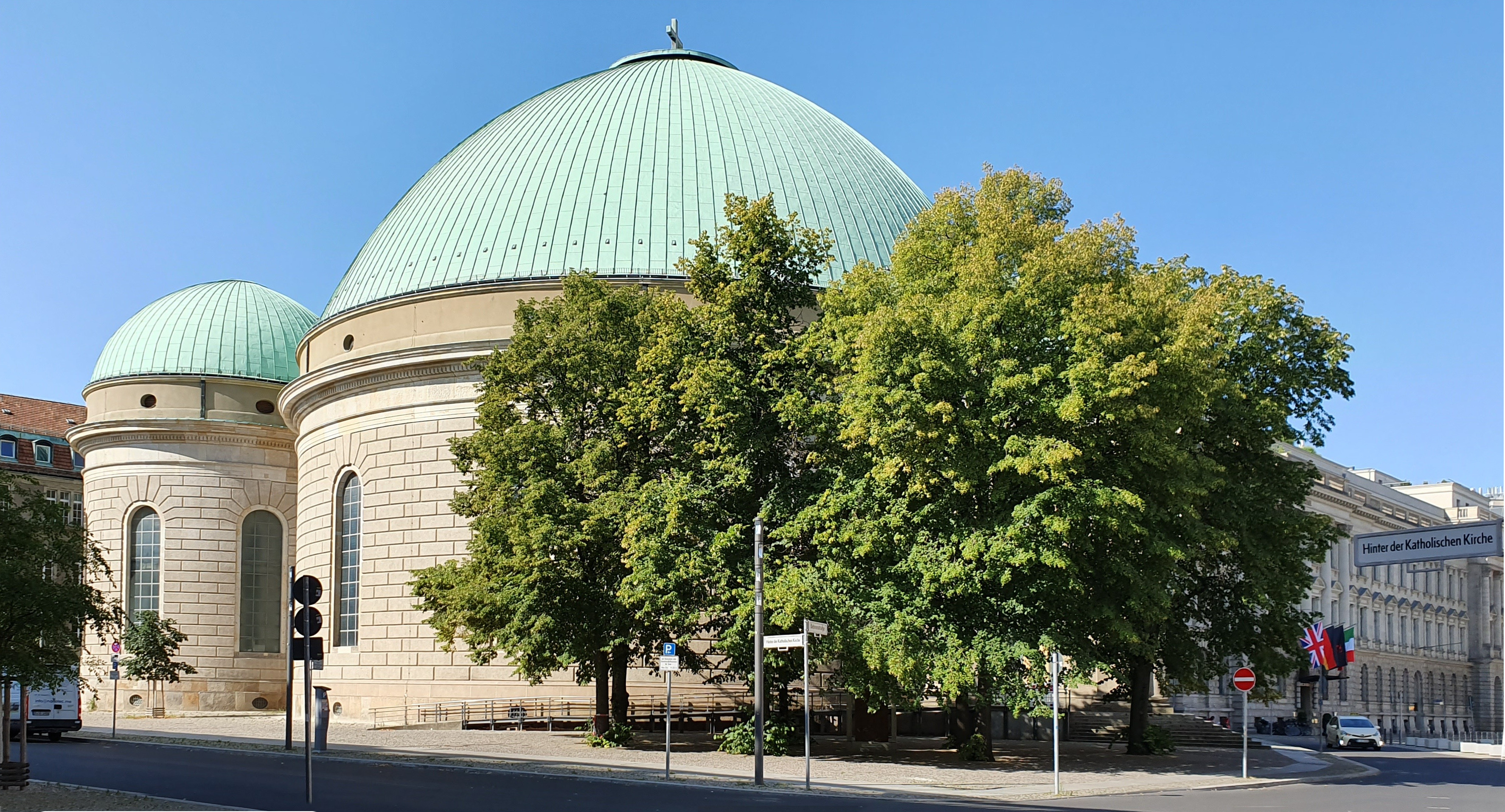
Die Kathedrale (rechts) mit der südöstlich angebauten kleineren Rotunde, 2019

Im Sinne der 1747 von Jean Laurent Legeay hergestellten Stiche nach Zeichnungen von Knobelsdorff vollendete Max Hasak 1886–1887 den Kirchenbau. Er deckte die Kuppel mit einem Kupferdach und bekrönte sie mit Laterne und Kreuz. Der Innenraum erhielt eine neobarocke Ausstattung. Während Wilhelm Achtermann die Supraporten-Reliefs mit Szenen des Neuen Testaments bereits 1837 nach Entwürfen von Georg Franz Ebenhech geschaffen hatte, vollendete Nikolaus Geiger das Giebelrelief mit einer Szene der Anbetung der Könige erst 1897 nach einem Modell von Achtermann. 1927 verlieh der Papst der Hedwigskirche den Titel einer Basilica minor.
Nach der Erhebung zur Kathedrale erfolgte 1930–1932 eine erneute Umgestaltung des Innenraums nach Plänen des österreichischen Architekten Clemens Holzmeister. Unter Verwendung expressionistischer Gestaltungsmerkmale entstand dabei eines der eigenständigsten Zeugnisse expressionistischer Sakralarchitektur der späten Weimarer Republik. Holzmeister betonte die Längsachse, indem er den Hauptraum zur damaligen Sakramentskapelle, der heutigen Sakristei, öffnete. Geschickt bezog er hergebrachte Ausstattungsobjekte, unter anderem den neobarocken Altar und die zwölf Apostelfiguren, in den modernen Innenraum ein. Seitlich der nunmehr zentralen Mittelachse platzierte er die Kathedra des Bischofs sowie einen Durchgang zu einer neu errichteten Sakristei ein. Er entfernte im Innenraum den Zierrat der wilhelminischen Zeit, ohne jedoch die Spuren der verschiedenen Ausstattungsschichten zu verwischen.
Im Zweiten Weltkrieg brannte die St.-Hedwigs-Kathedrale bei einem alliierten Luftangriff in der Nacht zum 2. März 1943 bis auf die Umfassungsmauern aus. Dabei wurde auch die Kuppel zerstört. Bereits am 7. März wurde von „zahlreichen katholischen Kirchenkanzeln […] in Berlin mitgeteilt […], daß die bis auf die Außenmauern ausgebrannte Kathedrale in absehbarer Zeit, spätestens nach Beendigung des Krieges, wieder aufgebaut werden soll“.

## Schwippert-Bau

### Umbauarbeiten nach dem Zweiten Weltkrieg

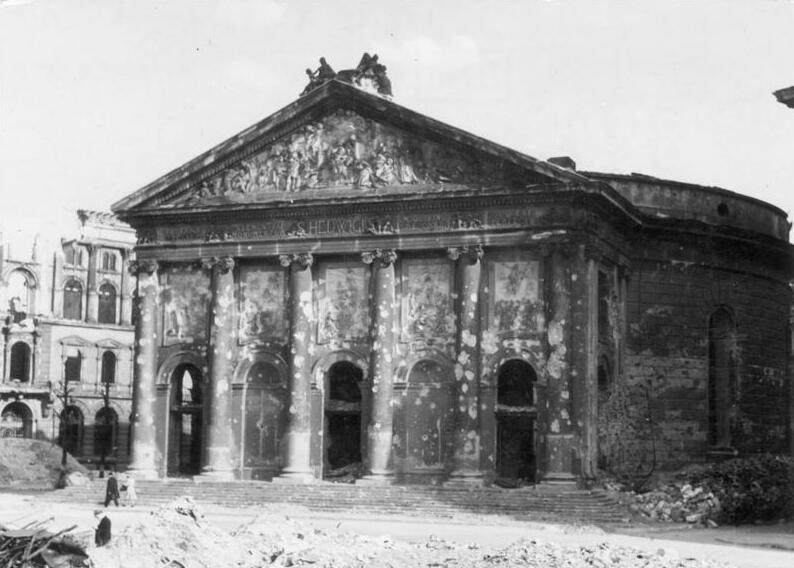
Ruine der Kathedrale, 1946

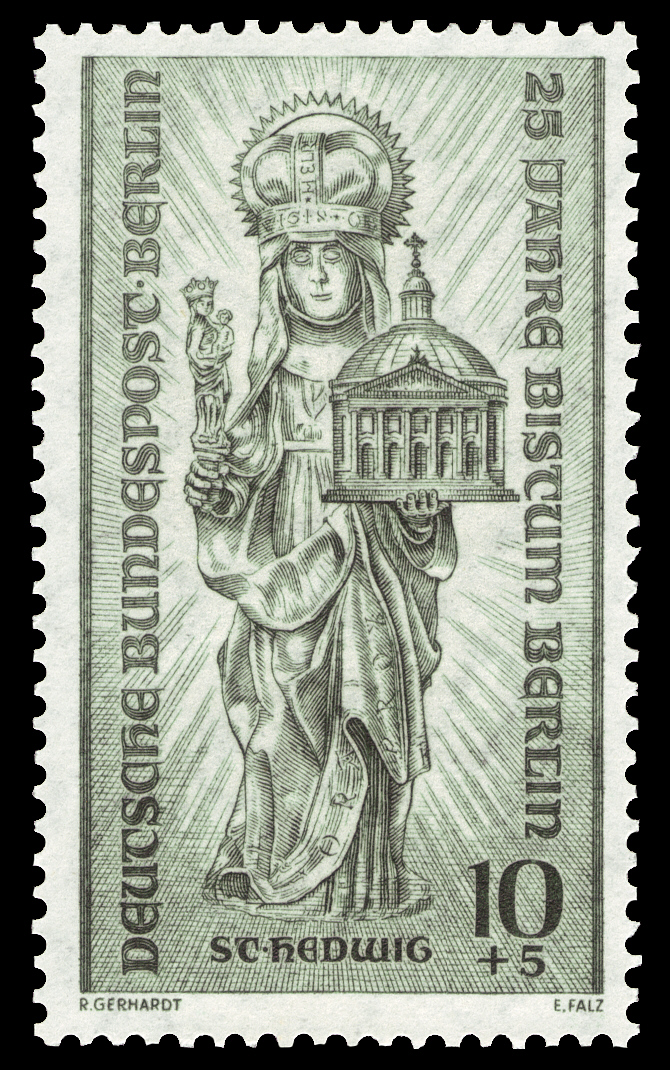
Darstellung von St. Hedwig und der Kathedrale auf einer Briefmarke der Deutschen Bundespost Berlin, 1955

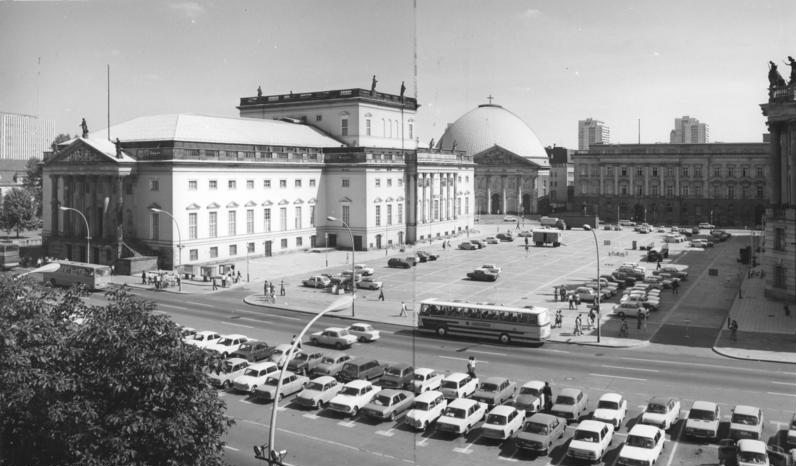
Blick über den Bebelplatz zur wiederhergestellten Kathedrale, 1979

In den Jahren 1952 bis 1963 wurde die nunmehr in der Hauptstadt der DDR gelegene Kathedrale wiederhergestellt. Den Innenraum gestaltete der westdeutsche Architekt Hans Schwippert in Zusammenarbeit mit Künstlern neu. Er schuf eine außergewöhnliche Raumaufteilung im Stil der Nachkriegsmoderne. In dem durch den Bombenabwurf zerstörten Sakralbau wurde ein Zugang zur Unterkirche mit den neugeschaffenen acht Kapellen angelegt. Die in der Substanz weitgehend erhaltene Außenarchitektur des Zentralbaus wurde in Anlehnung an das historische Erscheinungsbild wiederhergestellt. Die Kuppel wurde jedoch im Umriss verändert und erhielt eine mit Kupfer verkleidete, paraboloide Betonschalenkonstruktion aus 84 Segmenten. Sie hat einen Innendurchmesser von 33 Metern. Auf die von Schwippert ursprünglich geplante Laterne oberhalb der Kuppel wurde bei der Bauausführung ebenso verzichtet wie auf die Figurengruppe der als Heilige verehrten Hedwig von Andechs an der Spitze des Giebeldreiecks. Statt der Laterne wurde ein drei Meter hohes vergoldetes Kreuz in Kupfertreibarbeit auf die oben abgeflachte Kuppel aufgesetzt, entworfen und ausgeführt im Atelier von Fritz Kühn. Schlichte Putzquaderung, hohe einfache Rundbogenfenster und ein umlaufendes Hauptgesims sind Ausdruck der Fassadengestaltung einer der Zeit des Wiederaufbaus entsprechenden Kathedrale.
Die Kathedrale war bis Anfang 2021 Pfarrkirche der Domgemeinde St. Hedwig, in deren Eigentum sie bis 2016 stand. Die ranghöchste römisch-katholische Kirche in Berlin gilt auch als historisch bedeutendste der römisch-katholischen Kirchen der Stadt.

### Oberkirche

Ehemaliger Innenraum mit Ober- und Unterkirche

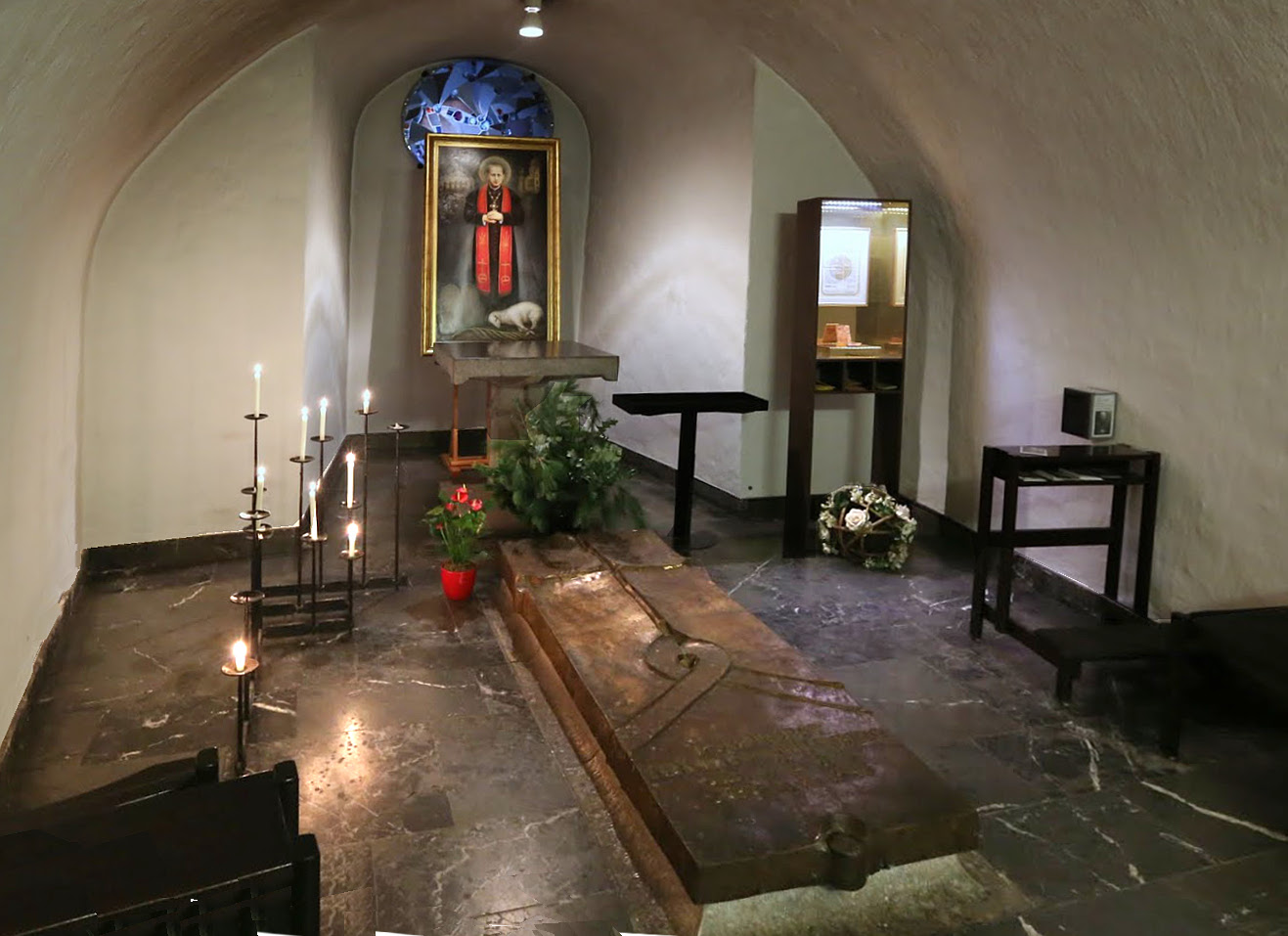
Ehemalige Grabstätte von Bernhard Lichtenberg in der Krypta

Der neugestaltete Innenraum von Hans Schwippert war vom nüchternen Raumideal jener Zeit geprägt und wurde als „Meisterwerk der Baukunst der fünfziger Jahre“ bezeichnet. In der Architektur Hans Schwipperts war die Oberkirche konzentrisch auf den Altar bezogen, während später durch die Kathedra, einen Läufer, den Altar und die Orgel die Achse und so die Symmetrie des kreisrunden Raumes stärker betont wurden. Zum klaren Gesamteindruck trug das gläserne Geländer entlang der Öffnung zur Unterkirche erheblich bei. Die Ausführung erfolgte durch Fritz Kühn. Markant war der vertikale Aufbau des als Fundament dienenden Altars der Unterkirche mit der Stele und vergoldetem Tabernakel, auf dem – in die Oberkirche ragend – der Hauptaltar ruhte.
Die Goldschmiede Fritz Schwerdt und Hubertus Förster (1929–2020) aus Aachen gestalteten 1963 den Tabernakel und das vergoldete Altarkreuz mit einem Kruzifixus aus Elfenbein von Kurt Schwippert. Die Entwürfe der teppichartig grafisch gestalteten Fenster der Oberkirche stammen von Anton Wendling. In die Altarsäule, die die beiden Altäre verband, war eine Petrus-Plastik eingesetzt, ein Geschenk Papst Johannes Pauls II. anlässlich des 50-jährigen Bestehens des Bistums im Jahr 1980. Dem Betrachter präsentierte sich der Vertikalaufbau der Altargestaltung durch die halboffene Krypta als bemerkenswerte Einheit und Verbindung von Unter- und Oberkirche.
Zum Bestand der Kathedrale gehörten drei großformatige Wandteppiche. Allen gemeinsam ist das Motiv der „Stadt Gottes“, des „himmlischen Jerusalem“ aus der Offenbarung des Johannes (Offb 21,1–2 ). Die ehemalige Bauhausschülerin Margaretha Reichardt (1907–1984) (Grete Reichardt) aus Erfurt schuf 1963 einen großen handgewebten Gobelin, der das stilisierte Jerusalem zeigt. Anton Wendling (1891–1965) verwendete Applikationstechnik für seine farbige geometrische Komposition. Else Bechteler-Moses (1933–2023) aus München gestaltete einen dreiteiligen Teppich, der von 1979 bis 1981 in Zusammenarbeit mit der Nürnberger Gobelinmanufaktur entstand. Er stellt Gott auf dem Thron sitzend dar, der gleichzeitig den Menschen nahe ist (Offb 4 ).

### Unterkirche
Die Krypta war der Märtyrer-Confessio frühchristlicher Basiliken nachgebildet. Sie diente – neben der Funktion als Unterkirche mit Taufkapelle, Beichtstühlen und der Grablege der Berliner Bischöfe – auch dem Gedächtnis der katholischen Märtyrer Berlins in der Zeit des Nationalsozialismus. Dort befanden sich – bis zum Umbaubeginn der Kathedrale 2018 und der damit verbundenen Umbettung der Gebeine – das Grab des seligen Dompropstes Bernhard Lichtenberg, der 1943 auf dem Transport in das  Konzentrationslager Dachau in Hof gestorben war, sowie eine Gedenktafel für den seligen Petro Werhun, der als Seelsorger unter den Ukrainern gewirkt hatte und 1945 von der sowjetischen Besatzungsmacht nach Sibirien deportiert worden war. Die Gebeine Lichtenbergs befanden sich für die Zeit des Umbaus in einem hölzernen Schrein unterhalb des Sakramentsaltars in der Gedächtniskirche Regina Martyrum in Charlottenburg; am 29. November 2024 wurden sie in die Krypta der Kathedrale zurückgeführt.
Für den beim Wiederaufbau neu geschaffenen Kreuzweg in der Unterkirche beauftragten der Dompfarrer Heinz Endres und der Architekt Hans Schwippert den Künstler Josef Hegenbarth mit der Gestaltung der 14 Stationen. Ein Jahr vor seinem Tod stellte Hegenbarth im November 1961 die schwarzweißen Pinselzeichnungen fertig. Der Zyklus gehört zur umfangreichen Werkgruppe biblischer Darstellungen, mit der er sich zeitlebens beschäftigte. Notker Eckmann sah in Josef Hegenbarth gar „den Altmeister der deutschen Passionskunst“. In der Auffassung verwandt sind Hegenbarths Letzte Blätter zur Passion, ebenfalls von 1960/1961. Daraus wurde 1983 der Kreuzweg der Jugend zusammengestellt.
Der Kreuzweg der St.-Hedwigs-Kathedrale in Berlin ist das einzige Werk, das Hegenbarth als Teil eines Gesamtkunstwerks und zur dauerhaften Anschauung im öffentlichen Raum konzipierte. Er führte die Originalzeichnungen in geringfügig unterschiedenen Formaten aus. Die Abmessungen bei den Originalen variieren in der Höhe von 460 bis 500 mm und in der Breite von 310 bis 370 mm. Sie wurden in späterer Zeit gegen vereinheitlichte Reproduktionen ausgetauscht.
Die Kreuzwegstationen waren an den gerundeten Wandflächen zwischen den Kapellen der Krypta (Unterkirche) angebracht. Die erste Station lag links gegenüber der Statue des hl. Antonius von Padua. Zwischen der Grabkapelle der Berliner Bischöfe und jener des seligen Dompropsts Bernhard Lichtenberg befanden sich die ersten vier Stationen:
- Schaustellung Jesu: Ecce homo (Nr. I)
- Jesus nimmt das Kreuz auf sich (Nr. II)
- Jesus fällt unter dem Kreuz (Nr. III)
- Jesus begegnet seiner Mutter (Nr. IV)

An den folgenden Wänden der Unterkirche folgten bis zur Marienkapelle die Stationen fünf bis zwölf:
- Simon von Cyrene hilft Jesus das Kreuz tragen (Nr. V)
- Das Schweißtuch der Veronika (Nr. VI)
- Jesus fällt das zweite Mal unter dem Kreuz (Nr. VII)
- Jesus spricht zu den klagenden Frauen (Nr. VIII, links von der Altarstele)
- Jesus fällt das dritte Mal unter dem Kreuz (Nr. IX, rechts von der Altarstele)
- Jesus wird seiner Kleider beraubt (Nr. X)
- Jesus wird ans Kreuz genagelt (Nr. XI)
- Jesus stirbt am Kreuz (Nr. XII)

Zum Schluss folgten unmittelbar vor der Schatzkammer:
- Jesus wird vom Kreuz genommen (Nr. XIII)
- Jesus wird ins Grab gelegt (Nr. XIV)

Hegenbarth hielt sich an die übliche Reihenfolge der Stationen, in der Gestaltung vermied er jedoch alles Traditionelle. Er erzählte das Passionsgeschehen aus unkonventionellen Blickwinkeln. Seine Kreuzwegdarstellungen haben einen meditativen Bildcharakter und wirken „psychologisch ausdrucksvoll und gleichnishaft“. Sabine Schulte beschreibt diesen Eindruck wie folgt: „Die Ernsthaftigkeit der Wahl der künstlerischen Gattung [Zeichnung] für einen auf die räumlichen Gegebenheiten […] bezogenen Kreuzweg beeindruckt. Jedes einzelne Blatt erzeugt eine so intensive und innere Sammlung wie sie wohl nur an diesem Ort erreicht werden kann.“

## Sanierung und Umbau (2018–2024)

### Vorbereitung
Im November 2013 schrieb das Erzbistum Berlin einen Architektenwettbewerb zur Neugestaltung des Innenraumes und des baulichen Umfelds aus. Es begründete dies damit, dass die Entwicklungen in Liturgie und Theologie infolge des Zweiten Vatikanischen Konzils (1962–1965) entsprechende bauliche Weiterentwicklungen und Anpassungen verlangen würden. Es wurden 169 Entwürfe eingereicht. Am 30. Juni 2014 entschied sich das Preisgericht für einen Entwurf des Architekturbüros Sichau & Walter Architekten GmbH aus Fulda mit Leo Zogmayer aus Wien als ersten Preisträger.
Der Entwurf sah eine Schließung der Öffnung zur Unterkirche vor, durch die eine „Normalzentralität“ erreicht werden solle, die den liturgischen Anforderungen und der Tradition des Gebäudes gleichermaßen gerecht werde. Der Altar steht also nach diesem Entwurf geometrisch in der Mitte des Kirchenraums. Die Gemeinde feiert im Kreis um den Altar Gottesdienst, die Bänke werden in konzentrischen Kreisen angeordnet. Auf der Homepage der Kathedrale wird es folgendermaßen kommentiert: „Liturgisch konkretisiert der Entwurf den Gedanken des Zweiten Vatikanischen Konzils, dass die am Altar gefeierte Eucharistie Höhepunkt und Quelle allen kirchlichen Handelns ist. Zugleich vervollständigt der Altar in seiner Halbkugel-Form die in der Kuppel angelegte, der Kathedrale eingeschriebene Kugelform.“ Zum Kontext dieser Positionen (Auswirkungen des Zweiten Vatikanums und der Liturgiereform auf den Kirchenbau) siehe auch: Kirchenarchitektur nach der Liturgiereform.
Bei der Vollversammlung des Diözesanrats der Katholiken im Erzbistum Berlin im Februar 2016 sprachen sich 78 Prozent der Delegierten für den Umbau der Kathedrale auf der Basis des Siegerentwurfs aus, der allerdings noch weiter entwickelt werden müsse. Zum November 2016 wurde das Eigentum an der Kathedrale von der Domgemeinde auf das Erzbistum übertragen. Nachdem alle Gremien und Räte des Erzbistums mehrheitlich für eine Umgestaltung votiert hatten, gab Erzbischof Heiner Koch am 1. November 2016 in einem Hirtenbrief seine Entscheidung zur Umgestaltung des Innenraums der Kathedrale auf der Grundlage des Entwurfs der Preisträger mit Schließung der Bodenöffnung bekannt.
Die Umbaukosten wurden 2018 auf 43 Millionen Euro veranschlagt. Zur gleichen Zeit sollte das benachbarte Bernhard-Lichtenberg-Haus für 17 Millionen Euro renoviert werden und ein „Wissenschaftszentrum“ für einen Dialog über ethische oder interreligiöse Fragen aufnehmen, außerdem werden dort wieder der Dienstsitz des Berliner Erzbischofs sowie ein „niedrigschwelliges Caritasangebot“ untergebracht. Die Bauarbeiten begannen 2018. Mit 12 Millionen Euro wurde ein Fünftel der ursprünglich geplanten Gesamtkosten vom Bund zugesagt. Anfang März 2018 gab das Erzbistum bekannt, in der Zeit der Umbaumaßnahmen ab September desselben Jahres werde die Kathedralliturgie in St. Joseph im Wedding als Ersatzort gefeiert. Erzbischof Heiner Koch feierte am 15. August 2018 in der Kathedrale das letzte Pontifikalamt vor dem Umbau; ab dem 1. September 2018 fanden keine Gottesdienste mehr in der Kirche statt.

### Erste Arbeiten
Ende Mai 2020 begann die Sanierung des schadhaften Kuppeldaches, dessen historischer Zustand mit Laterne nicht wiederhergestellt wurde. Der am 27. Februar 2020 beim Bezirksamt Berlin-Mitte gestellte Bauantrag zur Sanierung und Umgestaltung der Kathedrale wurde am 16. Juli 2020 genehmigt und lag dem Erzbistum Berlin seit dem 29. Juli 2020 vor. Zuvor hatte das Landgericht Berlin am 14. Juli 2020 mehrere Urheberrechtsklagen von Künstlern oder deren Rechtsnachfolgern gegen das Erzbistum Berlin abgewiesen, die an der Gestaltung beim Wiederaufbau der Kathedrale beteiligt gewesen waren und mit ihren Klagen die Umgestaltung des Innenraums verhindern wollten. Der Richter führte aus, dass das Eigentumsrecht des Erzbistums Vorrang vor dem Urheberrecht der Künstler habe, denn beim Umbau werde die bisherige künstlerische Gestaltung des Innenraums nicht nur verändert, sondern beseitigt, sodass die Künstler keine Urheberrechte mehr geltend machen könnten. Eine Klage von Künstlern bzw. deren Rechtsnachfolgern vor dem Berliner Verwaltungsgericht auf Rücknahme der denkmalrechtlichen Genehmigung zum Kathedralumbau war bereits am 9. Januar 2019 wegen fehlender Klagebefugnis als unzulässig abgewiesen worden.

### Kritik an der Neugestaltung
Die Pläne für die Neugestaltung führten beim Bekanntwerden zu einer öffentlichen Debatte. Die Denkmalbehörde war im Preisgericht vertreten, erkannte aber in keinem der Entwürfe eine denkmalgerechte Lösung, die dem vorhandenen Doppelkirchencharakter des Schwippertschen Baus mit der Verklammerung der unteren, der Memorialebene, mit dem Kirchenraum Rechnung trage. Auch die Deutsche Stiftung Denkmalschutz, die im Auswahlkomitee vertreten gewesen war, kritisierte das Vorhaben.
Der Architekturkritiker Jürgen Tietz wertete die Neugestaltungspläne als Umbau der St. Hedwigs-Kathedrale zu einer „Kathedrale des 21. Jahrhunderts in Berlin-Mitte“. Der Bauhistoriker Adrian von Buttlar setzte sich mit anderen Persönlichkeiten in einem offenen Brief an Erzbischof Heiner Koch für den Erhalt des Baudenkmals in der Schwippertschen Architektur ein. Die Entscheidung des Erzbistums für einen Kirchenraum, der auch Menschen anspreche, „denen christliche Symbole fremd sind“, wurde in der Öffentlichkeit als „tragisch“ bezeichnet. Der Kunstwissenschaftler Nikolaus Bernau äußerte in dem Artikel Umbau Ost, mit der Neugestaltung des Schwippertschen Kirchenraums würden „die Lebensläufe einer Generation von ostdeutschen Katholiken“ ignoriert. Die Kritiker, die sich unter dem Motto „Kreuz zeigen“ zur Bürgerinitiative „Freunde der St. Hedwigs-Kathedrale“ zusammengeschlossen haben, riefen aus diesem Anlass zu einer Protest-Demonstration auf dem Bebelplatz auf, an der sich rund 60 Personen beteiligten.
Am 13. September 2019 verhängte das zuständige Bezirksamt wegen „ungenehmigter beziehungsweise denkmalrechtlich nicht abgestimmter Abbrucharbeiten“ im Innenraum der Kathedrale einen Baustopp, nachdem es entsprechende „Hinweise von Dritten“ bekommen hatte; gemeint war eine Anzeige der „Freunde der St. Hedwigs-Kathedrale“. Das Bezirksamt nahm am 27. September den Baustopp zurück, weil sich nach einer Besichtigung herausgestellt habe, dass die Vorwürfe unberechtigt gewesen seien. Wenige Wochen später wurde der Hochaltar abgebrochen. Im Zuge der Sanierung der Hedwigs-Kathedrale sollten der Glockenstuhl erneuert und die Glockenanlage erweitert werden.
Der Journalist Kevin Gensheimer bezeichnete in der Berliner Zeitung den Innenraum nach der Wiedereröffnung 2024 als „protestantisches Schullandheim“. Für Christian Rudolf vom christlichen Magazin Corrigenda ist es ein „kalter Triumph des Modernismus“. Der Berliner Architekturkritiker Nikolaus Bernau urteilte, das Innere sei durch das „Verwerfen von Geschichte, Zeit und Emotionalität“ ein „ziemlich unkatholischer Raum“ geworden.

### Wiedereröffnung
Erzbischof Heiner Koch weihte den neuen Altar am 1. November 2023, dem Hochfest Allerheiligen und dem 250. Jahrestag der Kirchweihe. Die Wiedereröffnung der umgestalteten Kathedrale wurde am Christkönigsfest, dem 24. November 2024, mit einem von Erzbischof Heiner Koch zelebrierten Pontifikalamt gefeiert. Die Gebeine von Dompropst Bernhard Lichtenberg wurden am 29. November 2024 aus der Gedenkkirche Maria, Regina Martyrum in die Krypta der Kathedrale zurückgeführt. Zudem fanden aus Anlass der Neueröffnung bis Anfang Januar 2025 Führungen und Konzerte statt.
Die gesamten Umbauarbeiten kosteten rund 44,2 Millionen Euro, die ursprüngliche Kostenschätzung lag bei 40 Millionen Euro.

## Umgestalteter Bau (ab 2024)

### Kirchenraum

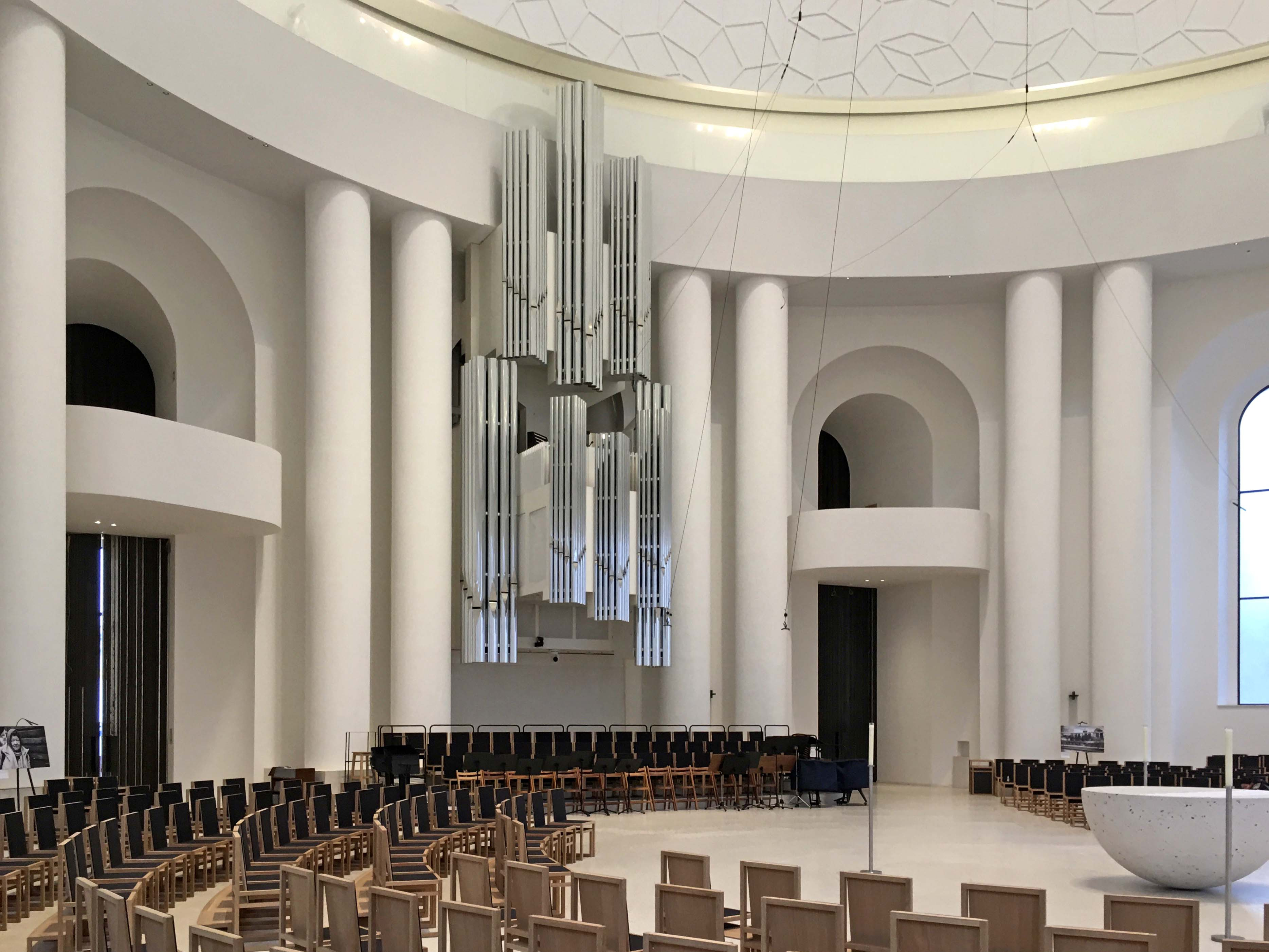
Neuer Kirchenraum, Blick zur Orgel

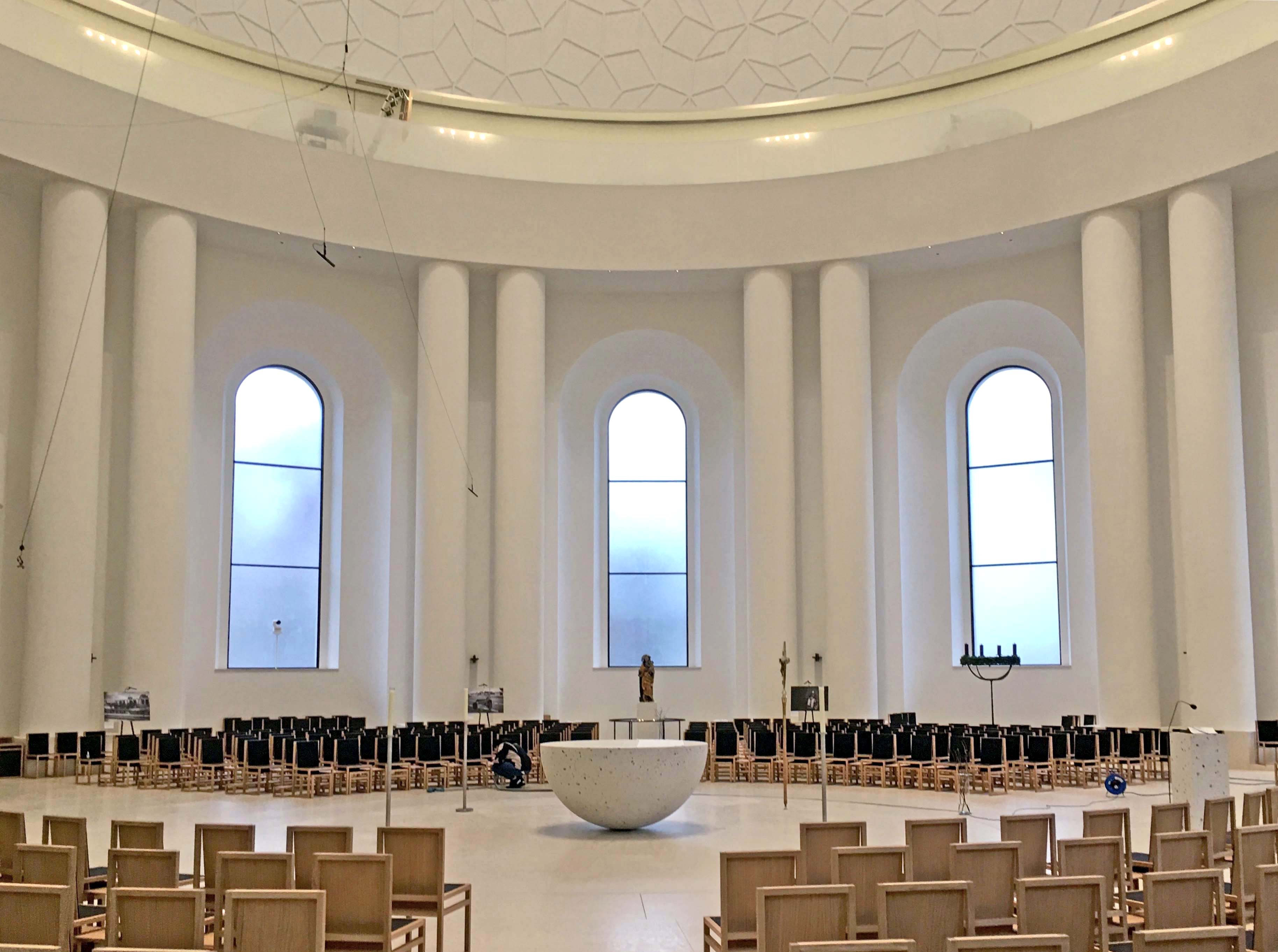
Neuer Kirchenraum, Blick auf drei Fenster

Bei dem Umbau wurde die große Öffnung zur Unterkirche geschlossen. Die Kuppel liegt weiterhin auf zwölf inneren Säulenpaaren und den Außenmauern auf. Am höchsten Punkt der Kuppel wurde ein Opaion geschaffen, eine runde Öffnung nach historischen Vorbildern, durch die Licht in den Kirchenraum fällt.
Im Zentrum des Kirchenraums steht jetzt der runde weiße Altar, um den sich die Gottesdienst feiernde Gemeinde versammelt. Er hat die Form einer liegenden Halbkugel und vervollständigt so laut Erzbistum die in der Kuppel angelegte, der Kathedrale eingeschriebene Kugelform. Der Altar steht exakt unter der „Himmelsöffnung“ des Opaions. Hier verbinden sich symbolisch Himmel und Erde, der Kirchenraum hat „Maß und Mitte“. Der Altar besteht aus mehr als tausend kleinen Steinen, die mit einem Gemisch aus Sand, Kies und Weißzement in die runde Form gebracht wurden. Darunter sind auch Stücke der ehemaligen Berliner Mauer. Das Erzbistum hatte anlässlich der Fronleichnamsprozession 2022 dazu eingeladen, dass Menschen Steine mitbringen sollten, die für sie selbst von Bedeutung sind. So konnten die Gläubigen aus dem ganzen Bistumsgebiet ihr Leben symbolisch in den neuen Altar einbringen. Die Gestaltung des neuen Altars stammt von dem österreichischen Künstler Leo Zogmayer, der den vorangegangenen Wettbewerb gewonnen hatte. Der Ambo als Ort der Wortverkündigung, ebenfalls ein Werk Zogmayers, besteht wie der Altar aus Steinguss, ist aber als Quader gestaltet. Die geometrischen Formen Halbkugel und Quader „korrespondieren miteinander wie Sakrament und Wort bei der Feier der Eucharistie“, so der Liturgiewissenschaftler Albert Gerhards.
Das Innere der Kuppel ist wie die Kirche in Weiß gehalten und überzogen von einem filigranen Netz von Rhomben. Die neu gestalteten Eisglasfenster der Kathedrale zeigen Sternbilder, wie sie in Berlin zur Zeit der Geburt Christi zu sehen waren. Die Sterne sind dabei als Blasen im Glas symbolisiert. Der Fußboden erhielt einen hellen Belag aus Kalkstein anstelle des bisherigen Bodenbelags aus dunklem Kapfenberger Marmor.
Rund um den Altar sind in sechs Reihen kreisförmig die Plätze für die feiernde Gemeinde angeordnet. Man entschied sich für Stühle, die mit Ausnahme der ersten Reihe Kniebänke haben. In dem Segment gegenüber dem Eingangsbereich und der Orgel stehen der Ambo, dahinter die Kathedra des Bischofs, seitlich rechts und links davon das Gestühl für die mitwirkenden Kleriker und liturgischen Dienste. Alle Plätze befinden sich auf einer Ebene mit dem Altar, Altarstufen gibt es nicht. Hinter der Kathedra erreicht man den Durchgang zur kleinen Rotunde, die an die Kirche angebaut ist. Links von dem Durchgang steht in einer Nische der Tabernakel, rechts das Evangeliar und ein gotisches Vortragekreuz aus dem 14. Jahrhundert. An den Enden der Querachse des Innenraums befindet sich auf der linken Seite eine Statue der Maria mit dem Jesuskind aus dem 16. Jahrhundert, auf der rechten Seite eine Skulptur des heiligen Petrus (Siena, um 1340).

### Krypta
Die Krypta, die früher über die breite Treppe in der Mitte der Kirche erreicht wurde, ist jetzt über eine Treppe zugänglich, die vom Vorraum aus nach unten führt. Genau unter dem Altar befindet sich in der Mitte der Krypta das kreuzförmige Taufbecken, in dem auch Ganzkörpertaufen möglich sind. Im Kontrast zur hellen Oberkirche hat die Krypta mit den Grabstellen wie zuvor einen mystisch-dunklen Charakter.
Im Kreis um das Taufbecken stehen ein Altar, der Ambo und Stühle für die Mitfeiernden. Dahinter sind durch Bodenplatten die 14 Stationen des Kreuzwegs markiert und an den Wänden durch Texte aus dem ersten Korintherbrief gedeutet. Zwischen der 4. und 5. Station befindet sich der Schrein, in dem die heiligen Öle für die Spendung der Sakramente der Taufe, der Firmung und der Krankensalbung aufbewahrt werden.
Der Gottesdienstraum in der Krypta wird umgeben von einem Kapellenkranz. Die einzelnen Kapellen haben unterschiedliche Funktionen:
- In der ersten Kapelle links von der Zugangstreppe ist eine Neapolitanische Krippe zu sehen.
- In der zweiten Kapelle befinden sich die Gräber von Berliner Bischöfen.
- Es folgt die Grablege des seligen Dompropstes Bernhard Lichtenberg.
- Der „Raum der Umkehr“ lädt ein zu Besinnung und Gebet.
- Vier Kapellen mit Beichtstühlen und Beichträumen sind dem Sakrament der Beichte und Seelsorgegesprächen gewidmet.
- Der anschließende Zeit-Raum veranschaulicht die Geschichte des Bistums Berlin.
- Eine weitere Kapelle ist der Patronin der Kathedrale, der heiligen Hedwig, gewidmet und enthält eine barocke Figur der Heiligen.
- Daneben befindet sich eine Kapelle mit Platz für weitere Bischofsgräber. An den Wänden erinnern Gedenktafeln an ehemalige Berliner Bischöfe, die an anderen Orten beigesetzt sind, eine Reliquie erinnert an den zweiten Bistumspatron und „Apostel der Pommern“, den heiligen Otto von Bamberg.
- Die Kapelle direkt rechts von der Treppe, die Kapelle der Wiederkunft Christi, ist für die eucharistische Anbetung bestimmt. Die Scheibenmonstranz von Leo Zogmayer steht vor der „Kunstintervention“ Cross fit des Innsbrucker Bischofs Hermann Glettler.

### Annex-Rotunde
In dem zweiten kleineren Rundbau hinter der Kathedrale befinden sich weiter die Sakristeiräume. Sie umschließen einen Jetzt-Raum, der bewusst neutral gestaltet ist. Er ist ein Angebot an alle Menschen, besonders an die, „die ihre Lebensorientierung ohne Gott leben“, wie Erzbischof Koch in seinem Hirtenwort schreibt: „Weit offen stehen die großen und einladenden Tore der Kathedrale“. Der Jetzt-Raum bietet einen Ort für „Freude und Hoffnung, Trauer und Angst der Menschen von heute“ ohne eine ikonografische Festlegung. Eingeweiht wurde er mit der Ausstellung Kein Raum der Fotografin Deborah Ruppert.

### Äußeres
Eine weitere Änderung betrifft das Äußere: Das goldene Kreuz, das oben auf der Kuppel gestanden hatte, krönt jetzt das Tympanon, das Giebeldreieck über der Säulenhalle (Portikus), welche die Eingänge zur Kathedrale markiert.

## Orgeln

### Klais-Orgel von 1932 und Vorgängerin
Von 1773 bis 1930 verfügte St. Hedwig über eine spätbarocke Orgel. Im Jahr 1932 erhielt die Hedwigskathedrale eine Orgelanlage mit 78 Registern, verteilt auf Altar- und Emporenorgel, erbaut von Johannes Klais Orgelbau (Bonn). Die Emporenorgel hatte 44 Register auf vier Manualwerken und Pedal. Die Altarorgel stand über dem Bischofsthron und Sakristeieingang. Sie hatte 34 Register auf zwei Manualwerken und Pedal und einen eigenen Spieltisch im Chorgestühl, konnte aber auch vom Generalspieltisch auf der Empore aus angespielt werden. Beide Instrumente wurden im Zweiten Weltkrieg zerstört.

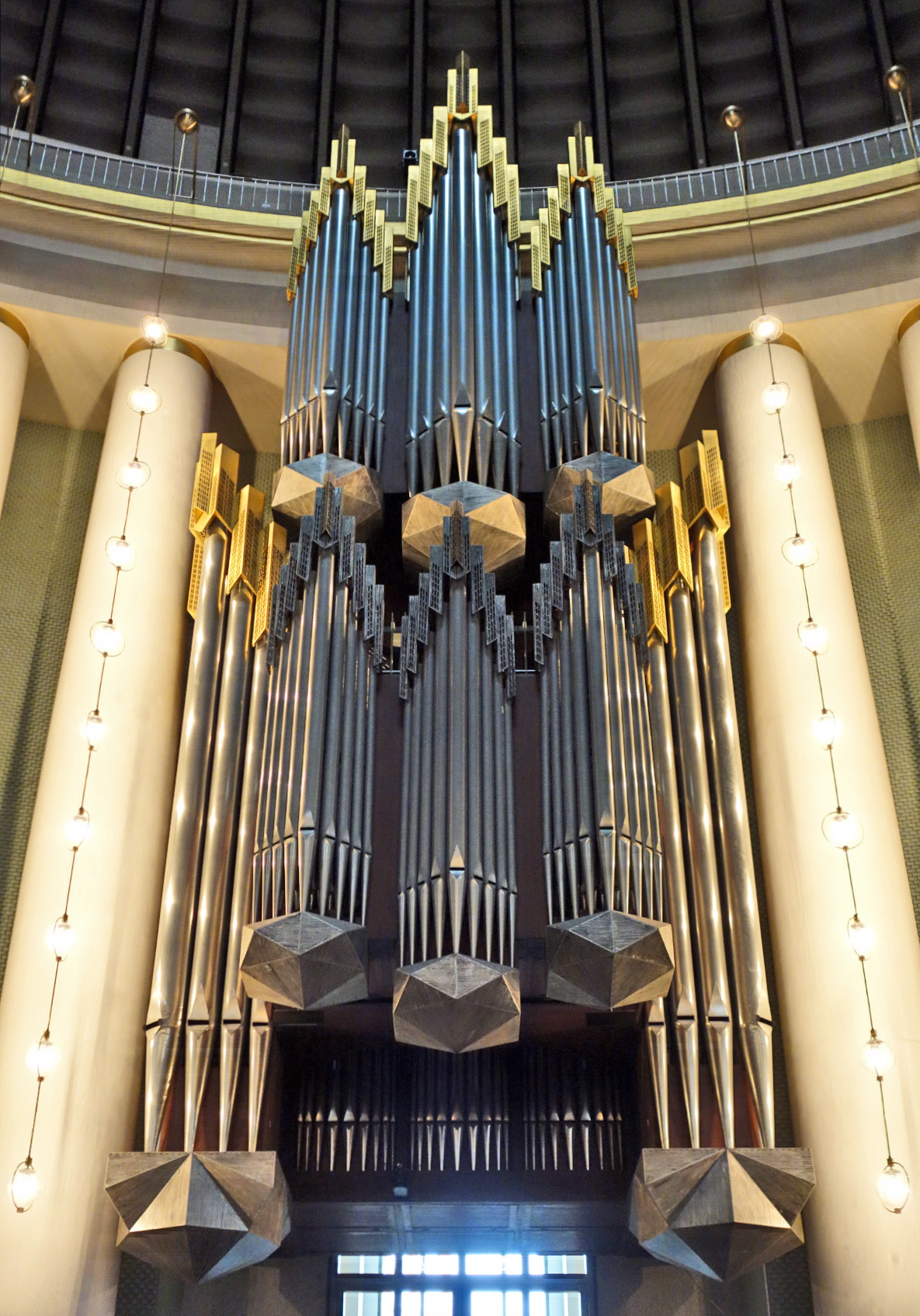
Klais-Orgel, bis 2019

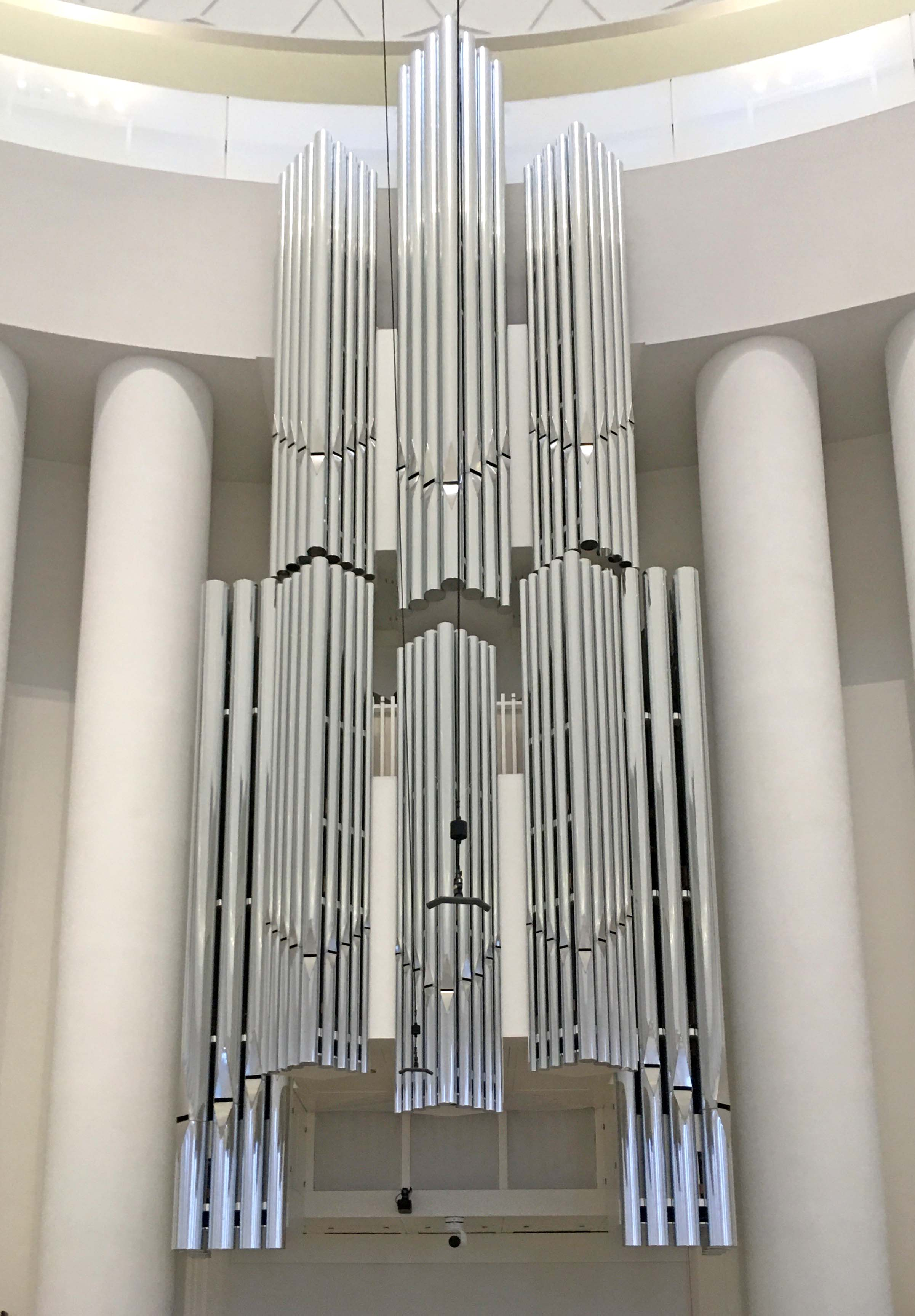
Orgelprospekt 2024, nach der Neugestaltung der Kirche

| I Hauptwerk C–a3 |              |        |
| 01.              | Principal    | 16′    |
| 02.              | Principal    | 08′    |
| 03.              | Offenflöte   | 08′    |
| 04.              | Salicional   | 08′    |
| 05.              | Octave       | 04′    |
| 06.              | Hohlflöte    | 04′    |
| 07.              | Quinte       | 02 ⁄3′ |
| 08.              | Schwegel     | 02′    |
| 09.              | Mixtur IV–VI |        |
| 10.              | Trombone     | 16′    |
| 11.              | Trompete     | 08′    |
| 12.              | Clairon      | 04′    |

| II Brustwerk C–a3 |                |     |
| 13.               | Bordun         | 16′ |
| 14.               | Diapason       | 08′ |
| 15.               | Rohrflöte      | 08′ |
| 16.               | Spitzgambe     | 08′ |
| 17.               | Praestant      | 04′ |
| 18.               | Spillpfeife    | 04′ |
| 19.               | Sifflöte       | 02′ |
| 20.               | Sesquialter II |     |
| 21.               | Scharff IV     |     |
| 22.               | Geigendregal   | 04′ |

| Pedal C–g1 |                    |         |
| 23.        | Principalbass      | 16′     |
| 24.        | Subbass            | 16′     |
| 25.        | Bordun             | 16′     |
| 26.        | Quintbass          | 10 2⁄3′ |
| 27.        | Octavbass          | 08′     |
| 28.        | Bassflöte          | 08′     |
| 29.        | Praestant          | 04′     |
| 30.        | Hintersatz III–VII |         |
| 31.        | Contra-Fagott      | 32′     |
| 32.        | Posaune            | 16′     |
| 33.        | Basstrompete       | 08′     |
| 34.        | Schalmey           | 04′     |

| I Hauptwerk C–a3 |                  |        |
| 1.               | Nachthorngedackt | 16′    |
| 2.               | Principal        | 08′    |
| 3.               | Spitzflöte       | 08′    |
| 4.               | Oktave           | 04′    |
| 5.               | Rohrflöte        | 04′    |
| 6.               | Gemsquinte       | 02 ⁄3′ |
| 7.               | Gemshorn         | 02′    |
| 8.               | Mixtur IV        |        |
| 9.               | Kropftrompete    | 04′    |

| II Brustwerk C–a3 |                  |         |
| 10.               | Holzflöte        | 08′     |
| 11.               | Quintadena       | 08′     |
| 12.               | Singendprincipal | 04′     |
| 13.               | Blockflöte       | 04′     |
| 14.               | Flageolet        | 02′     |
| 15.               | Terz             | 01 3⁄5′ |
| 16.               | Quintflöte       | 01 ⁄3′  |
| 17.               | Cymbel III–IV    |         |
| 18.               | Krummhorn        | 08′     |

| III Schwellwerk C–a3 |                  |        |
| 19.                  | Geigendprincipal | 08′    |
| 20.                  | Rohrgedackt      | 08′    |
| 21.                  | Querflöte        | 04′    |
| 22.                  | Nasard           | 02 ⁄3′ |
| 23.                  | Weidenflöte      | 02′    |
| 24.                  | Nachthorn        | 01′    |
| 25.                  | Progressio III–V |        |
| 26.                  | Dulcian          | 16′    |
| 27.                  | Fagott-Oboe      | 08′    |

| IV Bombardewerk C–a3 |                      |     |
| 28.                  | Gemshorn             | 08′ |
| 29.                  | Fernflöte            | 08′ |
| 30.                  | Schwebung            | 08′ |
| 31.                  | Cornett III–V        |     |
| 32.                  | Bombarde             | 16′ |
| 33.                  | Trompette harmonique | 08′ |
| 34.                  | Cymbelregal II       |     |

| Pedalwerk C–g1 |                  |         |
| 35.            | Contrabass       | 16′     |
| 36.            | Gedacktbass      | 16′     |
| 37.            | Spitzflöte       | 08′     |
| 38.            | Gedacht Pommer   | 08′     |
| 39.            | Quinte           | 05 1⁄3′ |
| 40.            | Choralbass       | 04′     |
| 41.            | Flachflöte       | 02′     |
| 42.            | Pedalcornett III |         |
| 43.            | Dulcian          | 16′     |
| 44.            | Oboe             | 08′     |

### Schuke-Orgel (1964) und Klais-Orgel (1975–1977)
Ab 1964 diente eine einmanualige Orgel der Firma Alexander Schuke als Behelfsinstrument. Laut Schuke-Werkverzeichnis handelte es sich um das op. 352 mit zehn Registern auf zwei Manualen und Pedal.
Die neue Kathedralorgel wurde 1975–1977 von der Bonner Orgelbaufirma Klais als Opus 1529 mit 67 Registern und 4630 Pfeifen auf drei Manualwerken und Pedal erbaut, und 1978 eingeweiht. Das Instrument hatte seit einer Generalreinigung und dem zusätzlichen Einbau der Schwellwerks-Trompette 8′ im Jahr 1997 68 Register. Es hing als Schwalbennest über dem Hauptportal und hatte ein Gewicht von rund 20 Tonnen. Klais sowie die Prospektgestalter Josef Schäfer und Paul Corazolla versuchten, die Orgel durch die Anordnung der Teilwerke sowie den (teilweise vergoldeten) Dekor an den Prospektpfeifen als Skulptur auszubilden. Die einzelnen Werke waren auf insgesamt drei Ebenen untergebracht, die sich aus der Prospekt-Gestaltung erkennen lassen. Das Hauptwerk befand sich in dem oberen Orgelgehäuse, das in die Kuppel reichte. Darunter war der Spieltisch. Auf der Mittelebene befand sich das Schwellwerk, das von der Kirche aus nicht sichtbar war. Unter der Mittelebene befand sich das in den Kirchenraum ragende Rückpositiv; die Pfeifen des Pedalwerks flankierten das Rückpositiv bzw. befanden sich dahinter (sogenannter „Hamburger Prospekt“). Das Schleifladen-Instrument hatte mechanische Spiel- und elektrische Registertrakturen, war mit einer 5120-fachen elektronischen Setzeranlage samt Diskettenlaufwerk ausgestattet, und verfügte über eine Tastenfessel für das Hauptwerk und eine Registrierfessel.
Nach einem letzten Konzert Anfang September 2018 mit Domorganist Thomas Sauer, der die Orgel mehr als 40 Jahre gespielt hatte, und der folgenden Schließung der Kathedrale wurde das Instrument im Juli 2019 vollständig demontiert und eingelagert. Beim Wiedereinbau an der vorherigen Stelle wurde das Instrument technisch ertüchtigt, vor allem im Bereich der Traktur, der Setzeranlage und der Elektrik, und an die geänderte Akustik des Raumes angepasst. In der Disposition wurden kleine Änderungen vorgenommen: die Schwellwerksstimmen Dulzflöte 4′ und Rohrpfeife 2′ wurden durch einen Prinzipal 4′ und ein Octavin 2′ ersetzt, im Hauptwerk wurde die Bifaria 8′ gegen eine Gambe 8′ ausgetauscht. Die Prospektpfeifen wurden neu gebaut und das Orgelgehäuse wurde optisch beruhigt, um es ins visuelle Gesamtkonzept einzupassen.
Die Orgel wurde am 27. April 2025 in einer heiligen Messe um 18 Uhr eingeweiht, es schloss sich eine Festwoche mit zahlreichen Konzerten an.
In einem zweiten Bauabschnitt soll die Orgel einen zweiten, elektrisch angesteuerten Spieltisch erhalten und um ein Begleitwerk erweitert werden.
| I Rückpositiv C–a3 |            |         |
| 01.                | Praestant  | 08′     |
| 02.                | Rohrflöte  | 08′     |
| 03.                | Quintade   | 08′     |
| 04.                | Principal  | 04′     |
| 05.                | Blockflöte | 04′     |
| 06.                | Gedackt    | 04′     |
| 07.                | Nasard     | 02 ⁄3′  |
| 08.                | Octave     | 02′     |
| 09.                | Hohlflöte  | 02′     |
| 10.                | Terz       | 01 3⁄5′ |
| 11.                | Larigot    | 01 ⁄3′  |
| 12.                | Sifflet    | 01′     |
| 13.                | Scharff V  | 01′     |
| 14.                | Dulcian    | 16′     |
| 15.                | Cromorne   | 08′     |
| 16.                | Vox humana | 08′     |
|                    | Tremulant  |         |

| II Hauptwerk C–a3 |                      |        |
| 17.               | Praestant            | 16′    |
| 18.               | Principal            | 08′    |
| 19.               | Holzgedackt          | 08′    |
| 20.               | Gambe                | 08′    |
| 21.               | Octave               | 04′    |
| 22.               | Nachthorn            | 04′    |
| 23.               | Rohrflöte            | 04′    |
| 24.               | Quinte               | 02 ⁄3′ |
| 25.               | Superoctave          | 02′    |
| 26.               | Waldflöte            | 02′    |
| 27.               | Cornet V (ab fis) 00 | 08′    |
| 28.               | Mixtur V             | 01 ⁄3′ |
| 29.               | Cymbel IV            | 01⁄2′  |
| 30.               | Trompete             | 16′    |
| 31.               | Trompete             | 08′    |
| 32.               | Trompete             | 04′    |

| III Schwellwerk C–a3 |                     |         |
| 33.                  | Rohrbordun          | 16′     |
| 34.                  | Salicional          | 16′     |
| 35.                  | Holzprincipal       | 08′     |
| 36.                  | Flute harmonique 00 | 08′     |
|                      | Rohrflöte           | 08′     |
| 37.                  | Spitzgamba          | 08′     |
| 38.                  | Vox coelestis       | 08′     |
| 39.                  | Gemshorn            | 05 1⁄3′ |
| 40.                  | Fugara              | 04′     |
| 41.                  | Traversflöte        | 04′     |
| 42.                  | Dulzflöte           | 04′     |
| 43.                  | Terz                | 03 1⁄5′ |
| 44.                  | Rohrpfeife          | 02′     |
| 45.                  | Sesquialter II      | 02 ⁄3′  |
| 46.                  | Septnon II          | 08⁄9′   |
| 47.                  | Fourniture VI       | 02 ⁄3′  |
| 48.                  | Englischhorn        | 16′     |
| 49.                  | Trompette           | 08′     |
| 50.                  | Oboe                | 08′     |
| 51.                  | Klarine             | 04′     |
|                      | Tremulant           |         |

| Pedal C–g1 |               |         |
| 52.        | Principal     | 16′     |
| 53.        | Subbass       | 16′     |
| 54.        | Zartbass      | 16′     |
| 55.        | Quinte        | 10 2⁄3′ |
| 56.        | Octave        | 08′     |
| 57.        | Cello         | 08′     |
| 58.        | Spitzgedackt  | 08′     |
| 59.        | Terz          | 06 2⁄5′ |
| 60.        | Superoctave   | 04′     |
| 61.        | Gemshorn      | 04′     |
| 62.        | Trichterflöte | 04′     |
| 63.        | Hintersatz IV | 02′     |
| 64.        | Mixtur III    | 01′     |
| 65.        | Fagott        | 32′     |
| 66.        | Posaune       | 16′     |
| 67.        | Holztrompete  | 08′     |
| 68.        | Schalmey      | 04′     |
|            | Tremulant     |         |

- Koppeln: III/I, I/II, III/II, I/P, II/P, III/P, III Super/P
- Schleifladen, mechanische Spieltraktur, elektrische Registertraktur, elektrische Koppeln
- Anmerkung

1. ↑  neu 2025, vormals Bifaria 8′, tiefer schwebend.
2. ↑  neu 2025; Extension Nr. 33.
3. ↑  1997.
4. ↑  Abschwächung von Nr. 53.

Weiterhin stand in der Unterkirche eine Orgel mit sieben Registern auf einem Manualwerk (C–g3: Salicional 8′; folgende Register alle in Bass- und Diskantseite geteilt: Gedackt 8′, Rohrflöte 4′, Principal 4′, Principal 2′, Sifflet 1′) und Pedal (C–f1: Subbass 16′); das Instrument verfügte über eine Pedalkoppel.

## Glocken
Die Kathedrale verfügt über vier Glocken, die in der kleineren Kuppel über der Sakristei aufgehängt sind. Sie wurden 1952 von der Glockengießerei Franz Schilling in Apolda gegossen und haben die Schlagtöne e' (Auferstehungsglocke), g' (Corpus Christi), a' (Soli Deo gloria) und h' (Hl. Hedwig). Ein Teil der Glockenbronze stammt von einer 3264 kg schweren b°-Glocke eines fünfstimmigen Geläutes, das die Glockengießerei Otto aus Hemelingen/Bremen für die Pfarrkirche St. Adalbert in Aachen im Jahr 1896 gegossen hatte. Wie tausende andere Glocken wurden die Glocken von St. Adalbert im Zweiten Weltkrieg beschlagnahmt.

## Nebengebäude

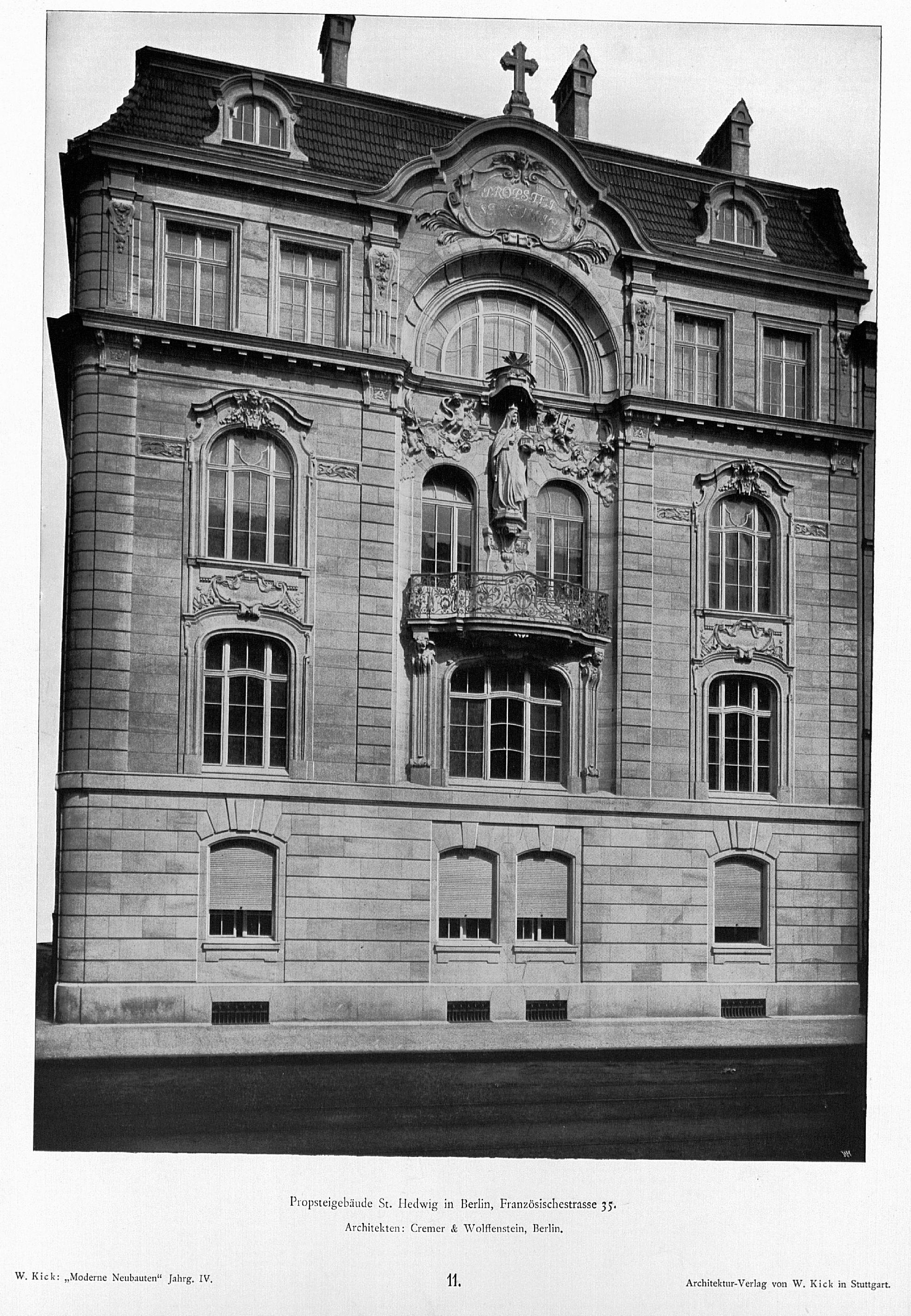
Propsteigebäude St. Hedwig, um 1903

In der hinter der Kathedrale verlaufenden Französischen Straße gab es bereits von Anfang an für die Pröpste der St.-Hedwig-Gemeinde ein Nutzgebäude. Dieses Propstei-Gebäude hatten die Architekten Kremer & Wolffenstein Ende des 19. Jahrhunderts neu errichtet. Darin gab es im Untergeschoss Räumlichkeiten für den Küster, den Kirchendiener und den Portier, im ersten Hauptgeschoss befanden sich die Delegatur, Geschäftsräume, die Wohnung des Kantors, darüber im zweiten Hauptgeschoss die Wohnung des Propstes, im dritten Hauptgeschoss wohnten drei Kapläne, ein geistlicher Sekretär und ein Vikar. Schließlich konnten einige Räume im Dachgeschoss für die Aufwärterinnen genutzt werden. An der Hauptfassade zur Französischen Straße hin war eine überlebensgroße Skulptur der heiligen Hedwig oberhalb eines repräsentativen Balkons angebracht.

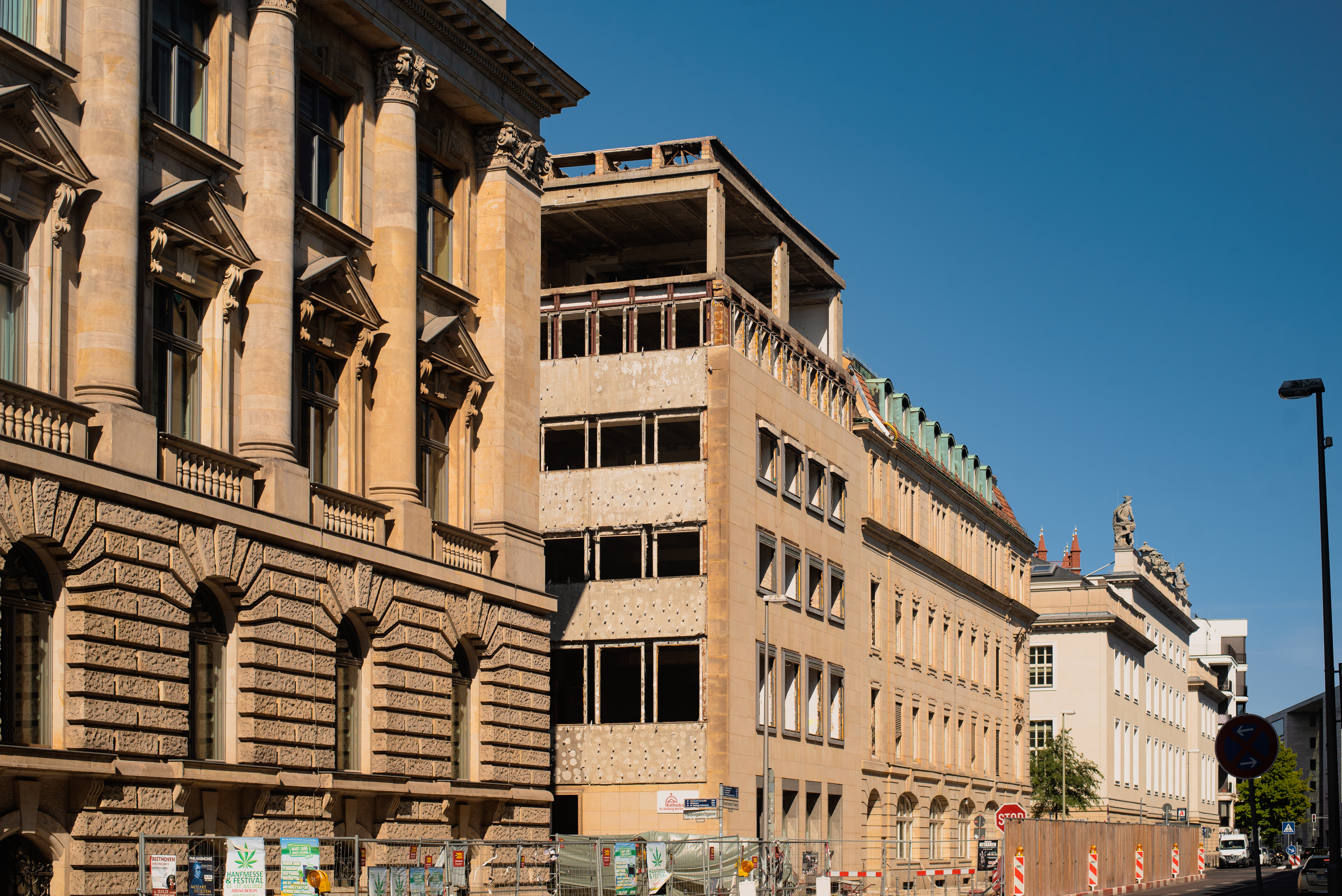
Zustand während des Abrisses des Nachfolgebaus, 2022

In der Nachkriegszeit wurde hier ein neues schlichtes Gebäude errichtet, das 2022 abgerissen wurde. Derzeit entsteht auf dem Grundstück Französische Straße 34/Hinter der Katholischen Kirche 3 der von Max Dudler geplante Anbau des Bernhard-Lichtenberg-Hauses für das Kathedralforum St. Hedwig.